# Burg Granegg
Die Burg Granegg ist eine abgegangene Höhenburg auf der Gemarkung Wißgoldingen der Gemeinde Waldstetten im Ostalbkreis.

## Geographische Lage
Der Burgstall liegt auf dem als Graneggle bezeichneten, nach Westen ausgerichteten 200 m langen Bergsporn des Kalten Feldes in einer Höhe von 688 m ü. NN. Südlich der Burgruine verläuft die Grenze zwischen dem Landkreis Göppingen und dem Ostalbkreis.
Durch ihre Lage beherrschte die Burg die knapp 100 m entfernte Passhöhe des Christentals bei der heutigen Reiterleskapelle.

## Geschichte
Aufgrund der Buckelquader wird die Bauzeit der Burg ins 13. Jahrhundert gelegt, genaue Baudaten sind unbekannt. Auch die Erbauer sowie die Besitzer der Burg sind nicht bekannt. Als mögliche Burgherren der Granegg werden aufgrund urkundlicher Erwähnungen gelegentlich Herren von Stoffeln aus dem nahegelegenen Weilerstoffel, als auch Herren vom Holtz genannt. Die von Holtz waren Dienstmannen der Rechberger und besaßen Güter in Tannweiler, Wißgoldingen, Winzingen und im Christental. Die Existenz als Herren ist allerdings bei beiden Geschlechtern unbewiesen.
Ob die Burg zerstört oder verlassen wurde, ist mangels Dokumenten unbekannt. Mehrheitlich wird davon ausgegangen, dass die Granegg nicht sehr lange bestand und spätestens im 14. Jahrhundert verlassen war. Auf der 1572 gezeichneten Pirschkarte von Balthasar Riecker ist sie nicht mehr verzeichnet. Erst 1674 werden die Ruinen durch den Chronisten Friedrich Vogt aus Schwäbisch Gmünd erwähnt.

## Beschreibung
Zeitgenössische Ansichten der Burg Granegg sind nicht bekannt. Die 60 m × 22 m große Burganlage wurde von einem 4 m tiefen Halsgraben vom Kalten Feld getrennt, eine Vorburg ist nicht nachweisbar. Auf der heute bewaldeten Fläche befinden sich noch einzelne Mauerreste. Deutlich sichtbar sind vor allem die Grundmauerreste des runden Bergfrieds mit einem Außendurchmesser von 8,62 m und einem Innendurchmesser von 3,62 m bei einer Mauerstärke von 2,50 m. Die Weißjura-Steine des Bergfrieds sollen in der Vergangenheit in den benachbarten Ortschaften als Baumaterial gedient haben.
Um 1885 sollen noch Reste eines Kellergewölbes mit Kellertreppe sichtbar gewesen sein.